# Viola coquoziana
Viola coquoziana är en violväxtart som beskrevs av Wilhelm Becker. Viola coquoziana ingår i släktet violer, och familjen violväxter. Inga underarter finns listade i Catalogue of Life.